# Poecilochaetus hystricosus
Poecilochaetus hystricosus är en ringmaskart som beskrevs av Mackie 1990. Poecilochaetus hystricosus ingår i släktet Poecilochaetus och familjen Poecilochaetidae. Inga underarter finns listade i Catalogue of Life.